# San Marino az 1980. évi nyári olimpiai játékokon
San Marino a szovjetunióbeli Moszkvában megrendezett 1980. évi nyári olimpiai játékok egyik részt vevő nemzete volt. Az országot az olimpián 5 sportágban 16 sportoló képviselte, akik érmet nem szereztek.

## Atlétika
Férfi
| Versenyző      | Versenyszám     | Eredmény  | Helyezés |
| -------------- | --------------- | --------- | -------- |
| Stefano Casali | 20 km gyaloglás | 1:49:21,3 | 24.      |

## Cselgáncs
| Versenyző        | Versenyszám | Csoport | 32-es főtábla           | Nyolcaddöntő            | Negyeddöntő       | Elődöntő          | Vigaszág negyeddöntő | Vigaszág elődöntő | Bronz- mérkőzés   | Döntő             | Helyezés |
| Versenyző        | Versenyszám | Csoport | Ellenfél Eredmény       | Ellenfél Eredmény       | Ellenfél Eredmény | Ellenfél Eredmény | Ellenfél Eredmény    | Ellenfél Eredmény | Ellenfél Eredmény | Ellenfél Eredmény | Helyezés |
| ---------------- | ----------- | ------- | ----------------------- | ----------------------- | ----------------- | ----------------- | -------------------- | ----------------- | ----------------- | ----------------- | -------- |
| Alberto Francini | Légsúly     | A       | John Holliday (GBR) · V | kiesett                 | kiesett           | kiesett           |                      |                   |                   |                   | 19.      |
| Franch Casadei   | Középsúly   | B       | erőnyerő                | Detlef Ultsch (GDR) · V | kiesett           | kiesett           |                      |                   |                   |                   | 13.      |

## Kerékpározás

### Országúti kerékpározás
| Versenyző         | Versenyszám   | Eredmény      | Helyezés      |
| ----------------- | ------------- | ------------- | ------------- |
| Maurizio Casadei  | Mezőnyverseny | nem ért célba | nem ért célba |
| Roberto Tomassini | Mezőnyverseny | nem ért célba | nem ért célba |

## Sportlövészet
| Versenyző           | Versenyszám          | Eredmény | Helyezés |
| ------------------- | -------------------- | -------- | -------- |
| Roberto Tamagnini   | Gyorstüzelő pisztoly | 572      | 36.      |
| Bruno Morri         | Gyorstüzelő pisztoly | 570      | 37.      |
| Gianfranco Giardi   | Sportpisztoly        | 509      | 30.      |
| Eliseo Paolini      | Sportpisztoly        | 507      | 31.      |
| Francesco Nanni     | Sportpuska összetett | 1093     | 36.      |
| Pasquale Raschi     | Sportpuska összetett | 1081     | 37.      |
| Pier Paolo Taddei   | Sportpuska fekvő     | 583      | 48.*     |
| Alfredo Pelliccioni | Sportpuska fekvő     | 577      | 52.      |
| Leo Franciosi       | Trap                 | 185      | 22.**    |
| Elio Gasperoni      | Trap                 | 185      | 22.**    |

* - két másik versenyzővel azonos pontszámmal végzett a 48. helyen

** - egy másik versenyzővel azonos pontszámmal végzett a 22. helyen

## Súlyemelés
Férfi
| Versenyző      | Versenyszám | Szakítás | Szakítás | Lökés    | Lökés    | Összesen | Helyezés |
| Versenyző      | Versenyszám | Eredmény | Helyezés | Eredmény | Helyezés | Összesen | Helyezés |
| -------------- | ----------- | -------- | -------- | -------- | -------- | -------- | -------- |
| Sergio De Luca | 67,5 kg     | 110,0    | 20.      | 145,0    | 19.*     | 255,0    | 20.      |

* - egy másik versenyzővel azonos pontszámmal végzett a 19. helyen